# TuRa 1872 Hagen
TuRa 1872 Hagen is een Duitse sportclub uit Hagen, Noordrijn-Westfalen.

## Geschiedenis
De club werd in 1872 opgericht als turnclub in Eckesey, dat tot 1901 nog een zelfstandige gemeente was. Op 5 augustus 1893 fuseerde de club met Eckeseyer TV. In 1922 fuseerde de club met Eintracht Eckesey 02 waardoor de club nu ook actief werd in voet-, vuist, en slagbal. In 1923 kwam daar ook handbal bij, maar doordat de overheid besliste dat turn- en balsportclubs niet meer onder één dak mochten spelen werd de fusie van een jaar eerder ongedaan gemaakt. 
In 1925 fuseerde de club met RSV 1900 Hagen tot TuRV Hagen 1872. RSV 1900 Hagen was in 1918 ontstaan door een fusie tussen FC Alemannia Hagen, RSV Phönix 1912 Hagen en SuS Hagen 1900. Vanaf 1925 speelden de voetballers in de Zuidwestfaalse competitie. In 1928 eindigde de club gedeeld eerste met stadsrivaal SpVgg Hagen 1911 en won de barrage om de titel. In de West-Duitse eindronde werd de club echter laatste. Twee jaar later plaatste de club zich voor de eindronde voor vicekampioenen en verloor hier in de eerste ronde van Krefelder FC Preußen 1895. Een jaar later werden ze opnieuw vicekampioen en verloren nu in de eindronde van SpVgg Sterkrade 06/07. In 1932 volgde een degradatie en door de invoering van de Gauliga in 1933 slaagde de club er niet meer in om op het hoogste niveau te spelen. 
Na de Tweede Wereldoorlog fuseerde de club met SG Altenhagen-Eckesey tot Westfalia Hagen. In 1955 werd de naam TuRa Hagen aangenomen. 

## Erelijst
Kampioen Zuidwestfalen
1928